# Lepidurus
Genre
Lepidurus est un genre de Crustacés de la famille des Triopsidae. Au sein de cette famille, c'est le genre qui compte le plus grand nombre d'espèces.

## Liste des espèces
| Selon Hannum & Stuart - Lepidurus apus (Linnaeus, 1758) - Lepidurus arcticus (Pallas, 1793) - Lepidurus batesoni (Longhurst, 1955) - Lepidurus bilobatus (Packard, 1883) - Lepidurus couesii (Packard, 1875) - Lepidurus cryptus (D. C. Rogers, 2001) - Lepidurus lemmoni (Holmes, 1894) - Lepidurus lynchi (Linder, 1952) - Lepidurus mongolicus (Vekhoff, 1992) - Lepidurus packardi (Simon, 1886) | Selon ITIS (9 mars 2016) et Catalogue of Life (9 mars 2016) : - Lepidurus arcticus (Pallas, 1793) - Lepidurus bilobatus Packard, 1883 - Lepidurus couesii Packard, 1875 - Lepidurus cryptus D. C. Rogers, 2001 - Lepidurus lemmoni Holmes, 1894 - Lepidurus lynchi Linder, 1952 - Lepidurus packardi Simon, 1886 |

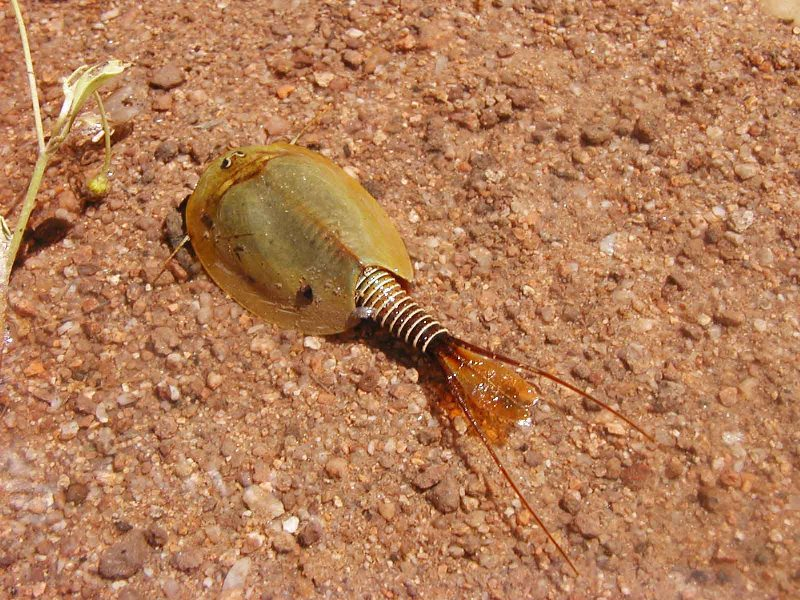
Lepidurus apus
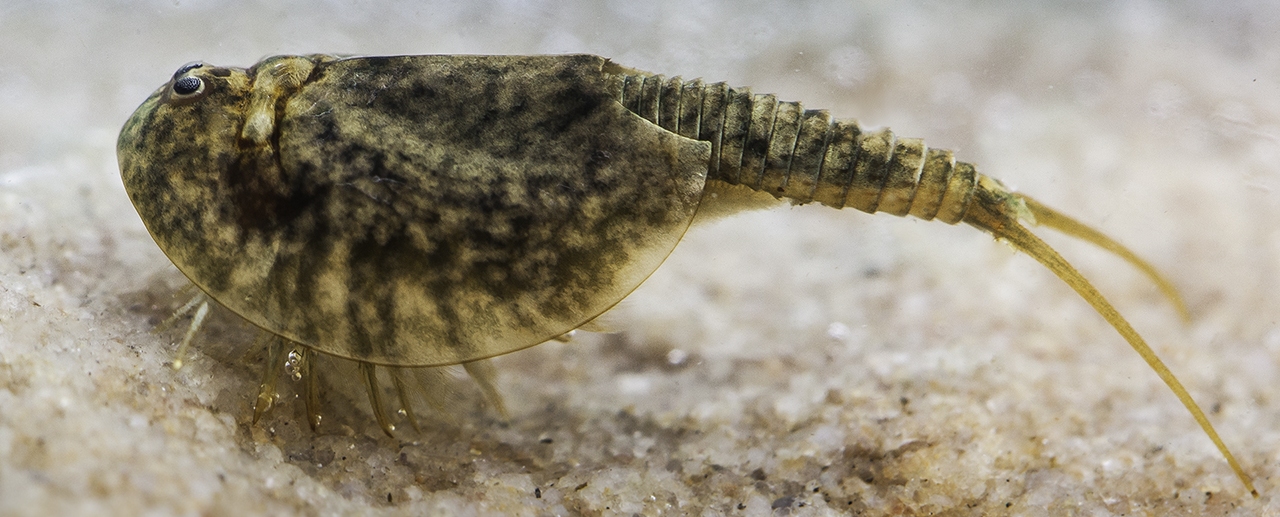
Lepidurus arcticus
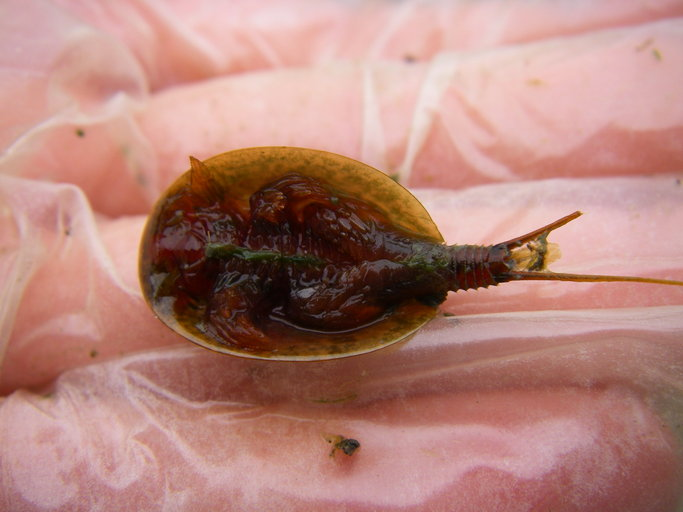
Lepidurus packardi